# Felicia (Santa Fe)
Felicia es una comuna del Departamento Las Colonias de la provincia de Santa Fe, a 81 km de la capital provincial. Limita al norte con la localidad de Sarmiento, al sur con Nuevo Torino, al este con Grütly y al oeste con Bella Italia y Lehmann. Fue formada por Pedro Palacios, siendo escrituradas las tierras en 1877.
La localidad cuenta con establecimientos educativos de nivel preprimario, primario y secundario. También existen múltiples Instituciones sociales, culturales y deportivas.
Las principales actividades económicas son la agricultura y la ganadería. Tienen mucha importancia, además, las actividades comerciales. Posee servicio de agua potable, cloacas, internet y televisión por cable entre otros.

## Población
Cuenta con 2,294 habitantes (Indec, 2010), lo que representa un incremento del 9% frente a los 2,254 habitantes (Indec, 2001) del censo anterior.
| Gráfica de evolución demográfica de Felicia entre 1991 y 2010 |
|                                                               |
| Fuente: Censos nacionales del INDEC                           |

## Historia
Felicia fue formada por Pedro Palacios, quien adquiriendo tierras fiscales decidió colonizar esta zona nombrando primeros administradores a Guillermo Lehmann y Enrique Senn. Siguiendo el modelo de colonización del momento, el 18 de abril de 1870 Palacios compró en el centro de Santa Fe 70 leguas cuadradas. En el mismo año adquirió a Nocetti Hermanos seis leguas más, cercanas a las anteriores. No existen registros sobre la fecha exacta de fundación, sino del momento en que se intima a Pedro Palacios a escriturar las tierras que había adquirido al Gobierno de la provincia de Santa Fe. El 27 de abril de 1877 las tierras se inscriben ante el Registro de la Propiedad. 
El 8 de abril de 1883 se estableció la Primera Comisión de Progreso Local, que se suprimió en 1885, cambiándose por una Comisión de Fomento. Los cargos de gobierno de las Comisiones de Fomento se renovaban anualmente, siendo elegidos por el Poder Ejecutivo Provincial. A partir del 7 de febrero de 1891, la Comisión de la Colonia Felicia queda conformada con Don Enrique Senn como Presidente, actuando como secretario el señor Andrés Reinhardt y como tesorero el señor José Guerín.  Éstas son las primeras actas que se conservan.
A partir de 1901, con la sanción de la Ley 1112 quedan instituidas de manera escrita las normas de funcionamiento de las Comisiones de Fomento, comenzando a componerse con tres personas elegidas entre los vecinos más respetables de la localidad, siendo ellos mismos quiénes designarían los cargos a ocupar durante dos años, pudiendo ser reelectas y removidas por el Poder Ejecutivo Provincial según su desempeño. La primera persona en cumplir un mandato bajo esta ley fue César Carabelii, desde 1901 hasta 1903.
Según la tradición oral, Palacios nombra a la nueva Colonia como “Felicia” en honor a su esposa, Doña Felicia Ramón, nacida en Montevideo, Uruguay. Comienza a celebrarse la Fiesta Patronal el 10 de julio, junto a las Fiestas Patrias del 9 de julio. Esta fecha según el Martirologio Romano, coincide con el martirio de los 7 hijos de Santa Felicitas, quién a su vez también muere como mártir y su fiesta se celebra el 23 de noviembre.

## Festividades
- Fiesta Provincial de la Empanada: cuarto fin de semana de enero.
- Fiestas Patrias y Patronales en honor a Santa Felicitas: 9 y 10 de julio.
- Fiesta de la Virgen del Milagro: 9 de octubre.

## Credos religiosos
- Parroquia Santa Felicitas.
- Iglesia Evangélica del Río de la Plata.
- Iglesia Adventista del Séptimo Día.
- Iglesia Cristiana Evangélica.

## Instituciones educativas

### E.E.S.O.P.I. N.º 8.128 San José

#### Reseña histórica

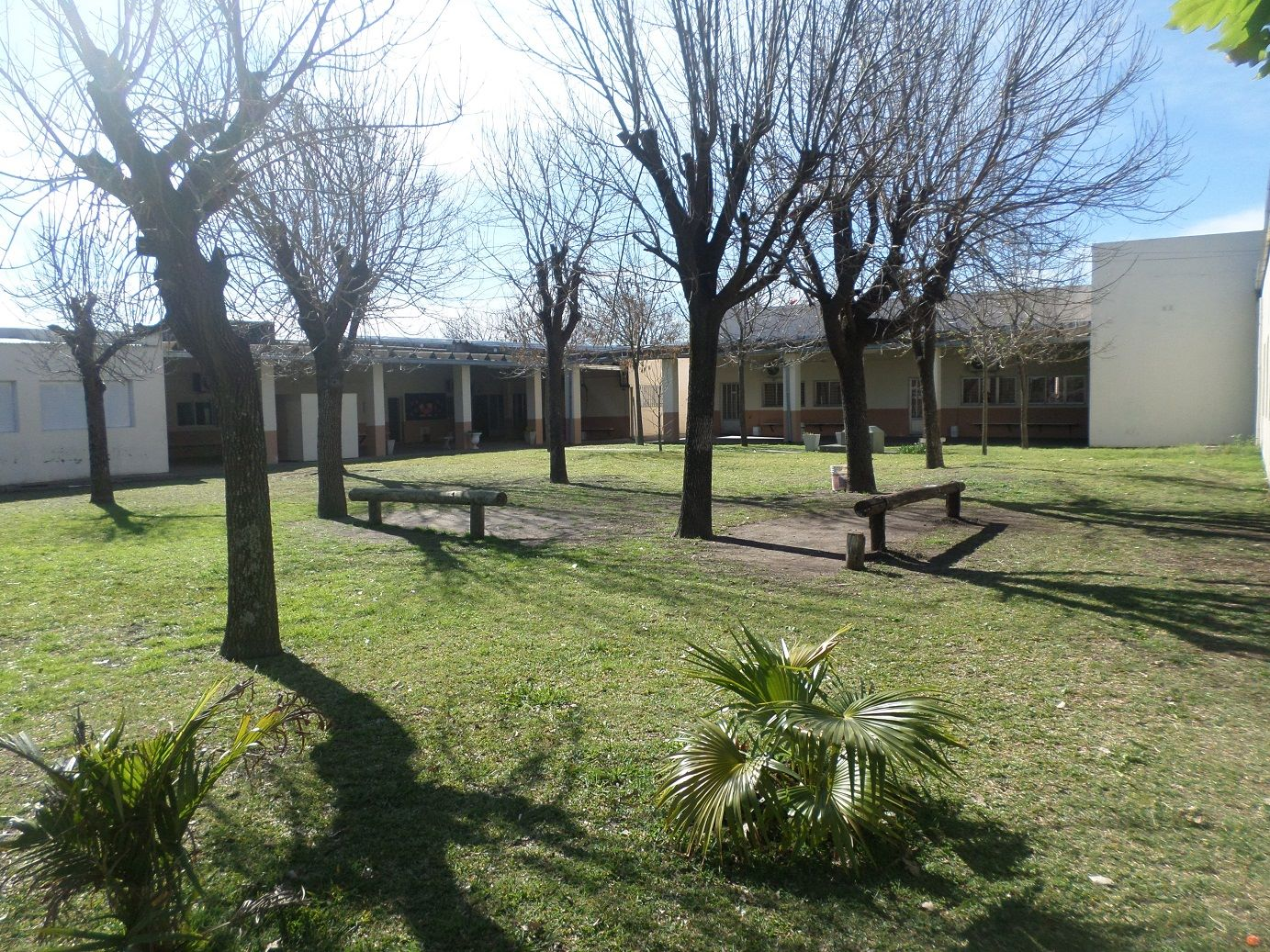
Patio

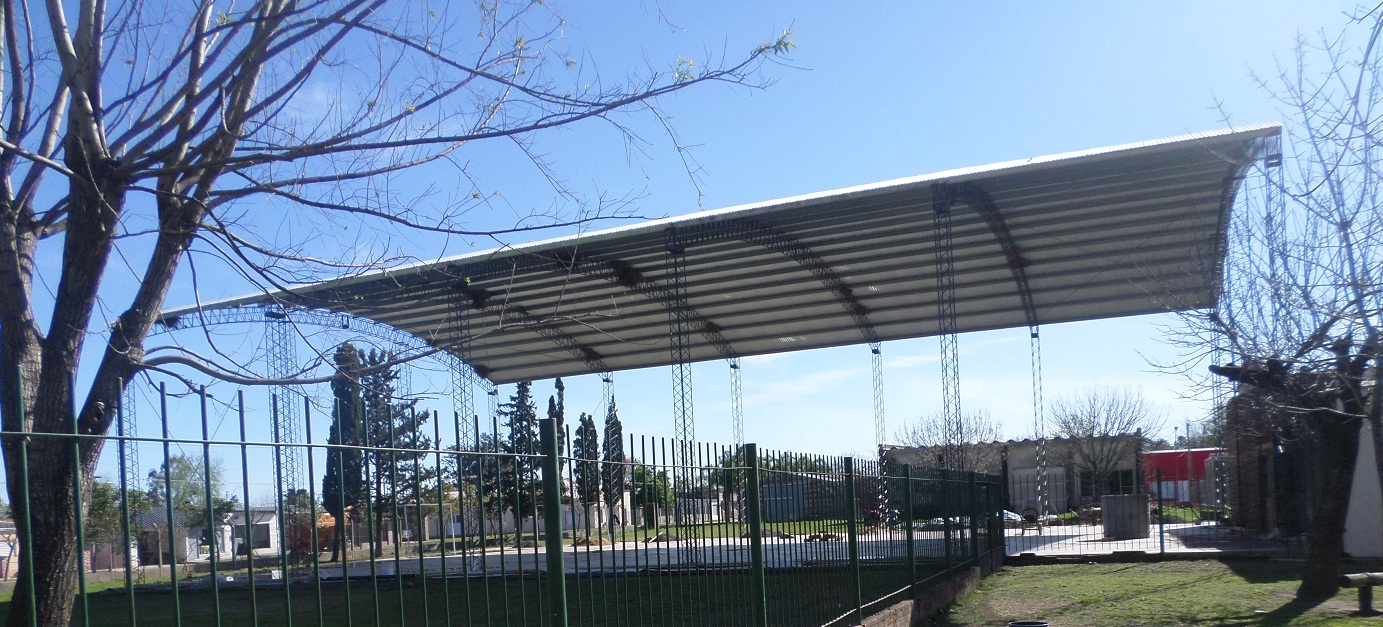
Salón de Usos Múltiples

El 18 de marzo de 1962 y bajo el nombre de Colegio San José comenzó a funcionar en Felicia, una escuela secundaria. Fue reconocida oficialmente el 12 de diciembre de 1962. En sus comienzos, la escuela recibió el nombre de "Instituto Privado Incorporado a la Enseñanza Oficial C-128", así continuó hasta que en el año 1993 con la transferencia de las escuelas nacionales a las provincias, cambia el nombre, llamándose "Escuela de Enseñanza Media Particular Incorporada Nº 8128 "San José" y así se llamó hasta agosto de 2012, donde una vez más, se modifica el nombre, siendo el mismo; escuela de educación secundaria orientada particular incorporada N.º 8128 San José.
El objetivo del establecimiento y de todos los que trabajaban en él, era que los egresados fueran personas competentes, educadas, responsables, capaces de desenvolverse tanto trabajando en la zona como estudiando en una facultad.

## Biblioteca Popular Felicia
El 14 de septiembre de 2002, biblioteca popular Felicia, abre sus puertas al público, la idea surge como iniciativa de la Escuela Particular Incorporada 1152 "San José", sección primaria, que junto a un grupo de padres pensaron poner a disposición de la comunidad la biblioteca escolar, ya que el pueblo no contaba en ese momento con ninguna biblioteca popular, de estas especulaciones derivó una mejor propuesta que fue crear una biblioteca popular genuina, debidamente organizada, con personería jurídica y siendo reconocida por CO.NA.BIP, Comisión Nacional Protectora de Bibliotecas Populares, organismo que ayuda desde su inicio en el desenvolvimiento de la misma.
En la actualidad cuenta con 12000 volúmenes y 270 socios, brinda servicio de préstamos de libros, consulta en sala, sección para los niños, sala multimedia, alquiler de pantalla y cañón proyector a instituciones, préstamo de videos, DVD, películas educativas y DVD de música para instituciones; teatrillo para funciones de títeres.

## Personalidades
- Gloria de Bertero (1926-2010), escritora, biógrafa, ensayista y periodista.
- Alicia Barberis (1957-), novelista y poeta.

## Hermanamientos
- Lupfig, Suiza. Desde marzo de 2005, Felicia está hermanado con Lupfig, localidad del Cantón de Argovia  (Cantón de Aargau en alemán), en Suiza. En el hermanamiento colaboró mucho Germán Alcides Kahlow, Pte. Comunal de Humboldt.

## Lugares recreativos

### Club Atlético Felicia

#### Historia

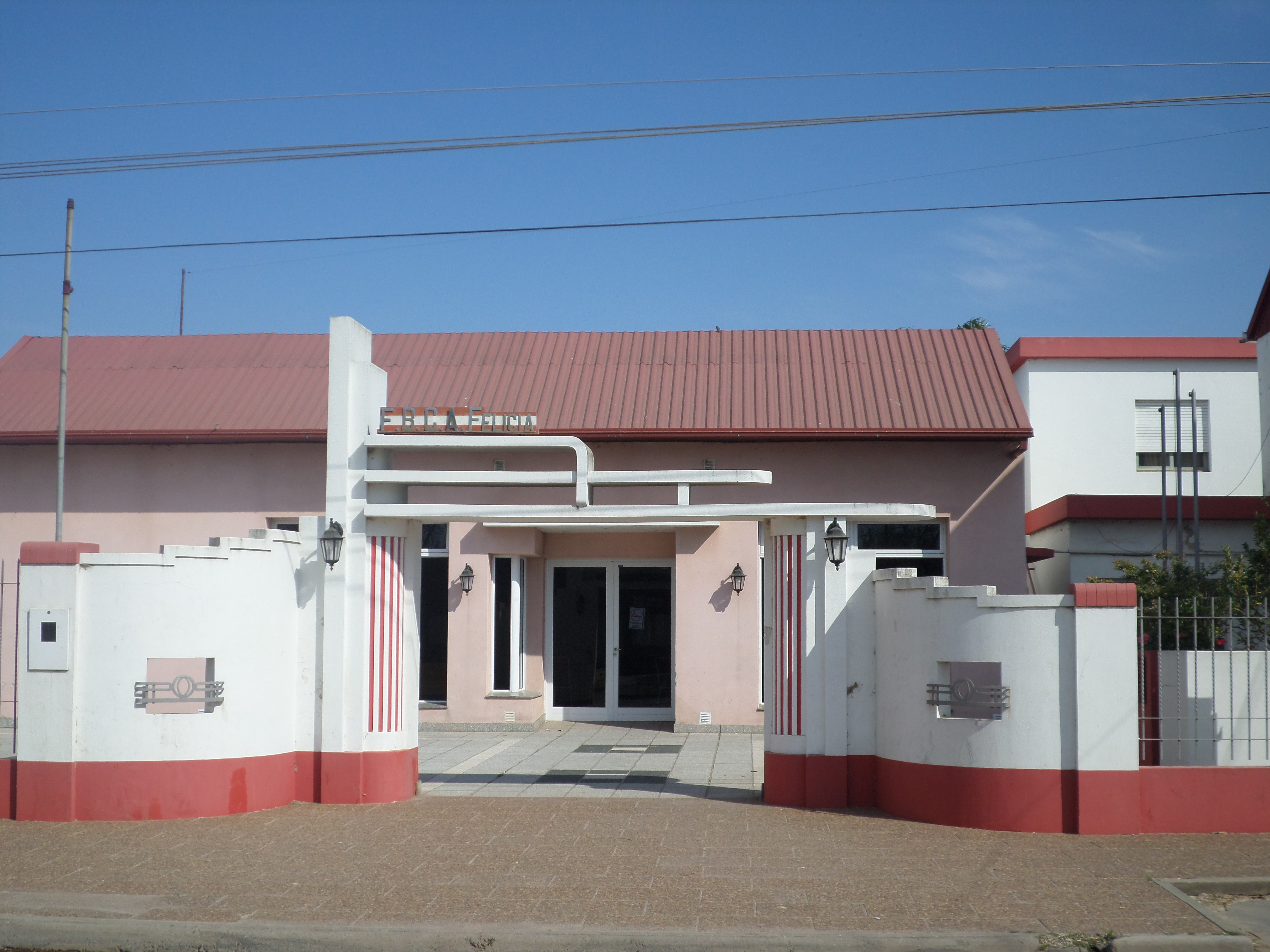
Frente del Club Atlético Felicia

En la localidad de Felicia, el 3 de octubre de 1911, un grupo de personas se reunieron con el fin de construir una sociedad deportiva y cultural, para orientar a la juventud hacia el deporte, principalmente al fútbol.
Las damas del Club Atlético constituyeron en el año 1986 la Subcomisión de damas para colaborar con la institución. Una forma sencilla de recaudar fondos para luego traducirlos en mejoras de infraestructura era a través de la venta de empanadas. Tiempo después, en 1996 se propuso organizar una fiesta para rendirle homenaje a las tradicionales empanadas y hacer protagonista a Felicia de un evento importante donde se ofrecen variedad de empanadas, shows musicales en vivo y hermosas postulantes a reinas de la fiesta.

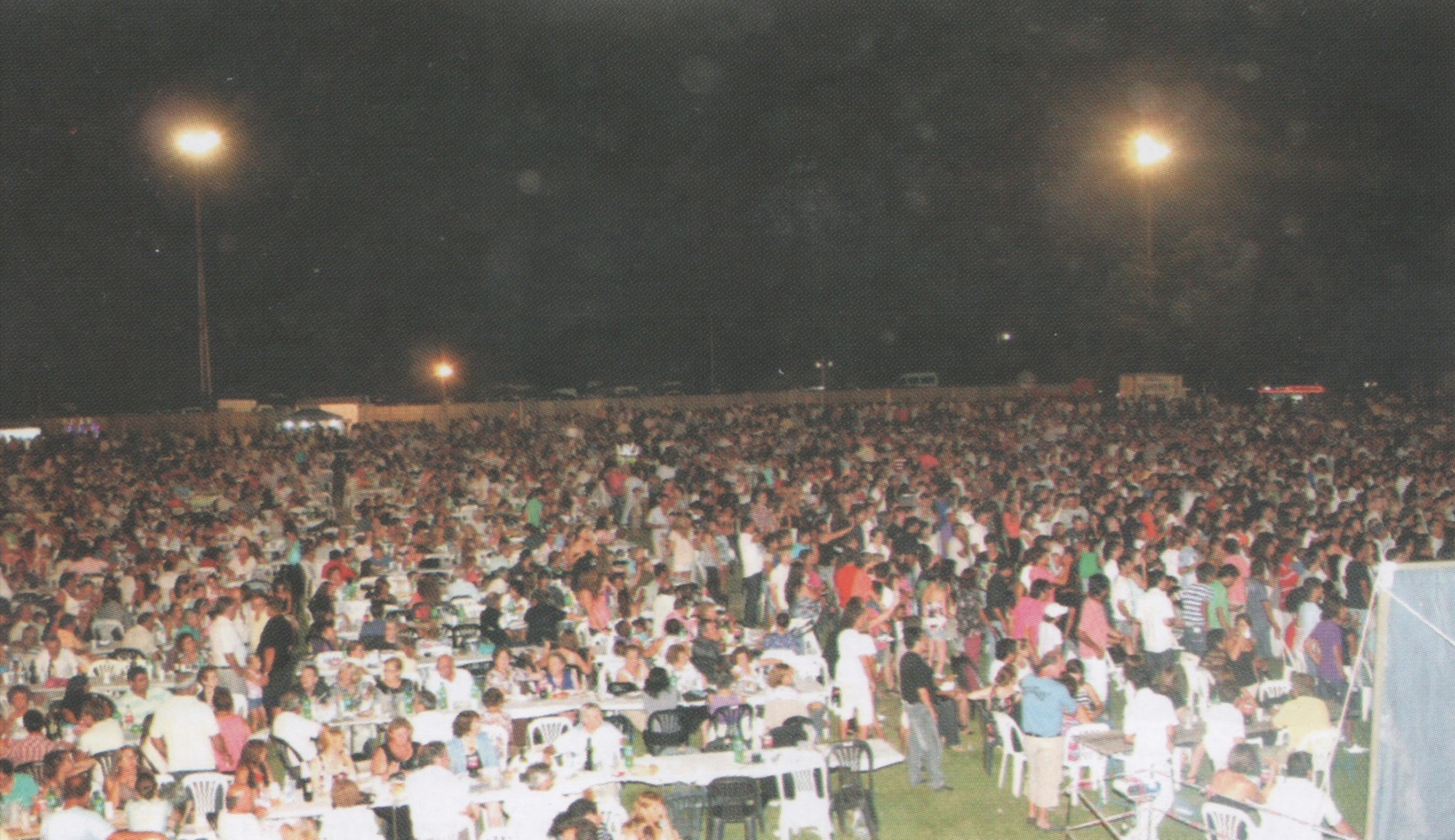
Fiesta de la Empanada 2011

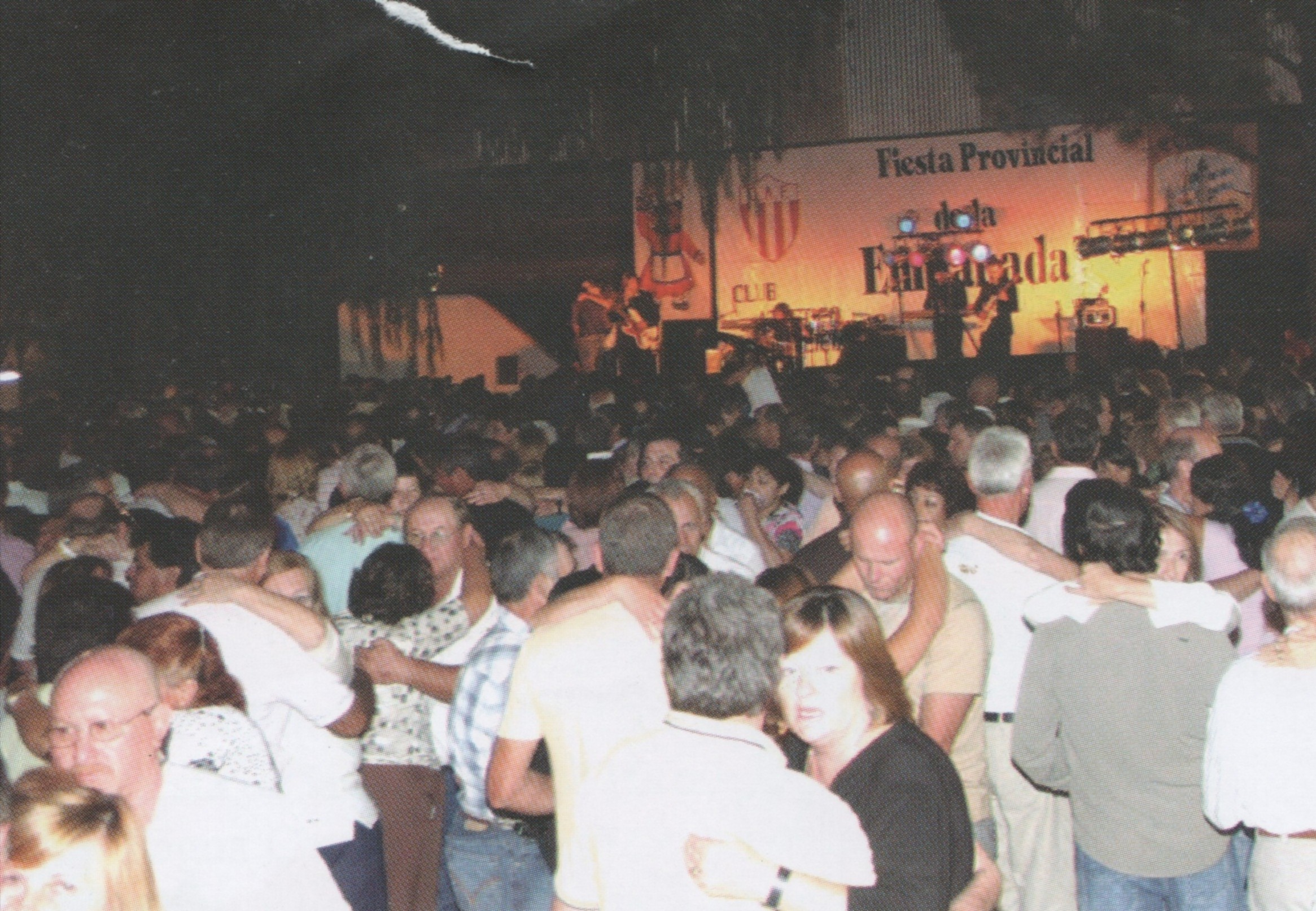
Fiesta de la Empanada 2009

En 2004 el evento fue reconocido por el Gobierno de la provincia pasando a llamarse "Fiesta Provincial de la Empanada Artesanal Feliciana"

#### Instalaciones
Actualmente, el club cuenta con: cancha de fútbol en la cual practican las divisiones de inferiores ya que no posee equipo de primera este año, también con una sede en donde se brindan servicios de bar, un escenario exterior, salón para fiestas y eventos, cancha de bochas, paddle y frontón y por último con una pileta de natación que se utiliza todos los veranos para usos recreativos y deportivos.

### Foot Ball Club Juventud Unida de Felicia

#### Historia
El club juventud unida se fundó el 2 de septiembre de 1928. Al principio, como toda empresa joven, fue muy duro ya que demandaba recursos económicos considerables.

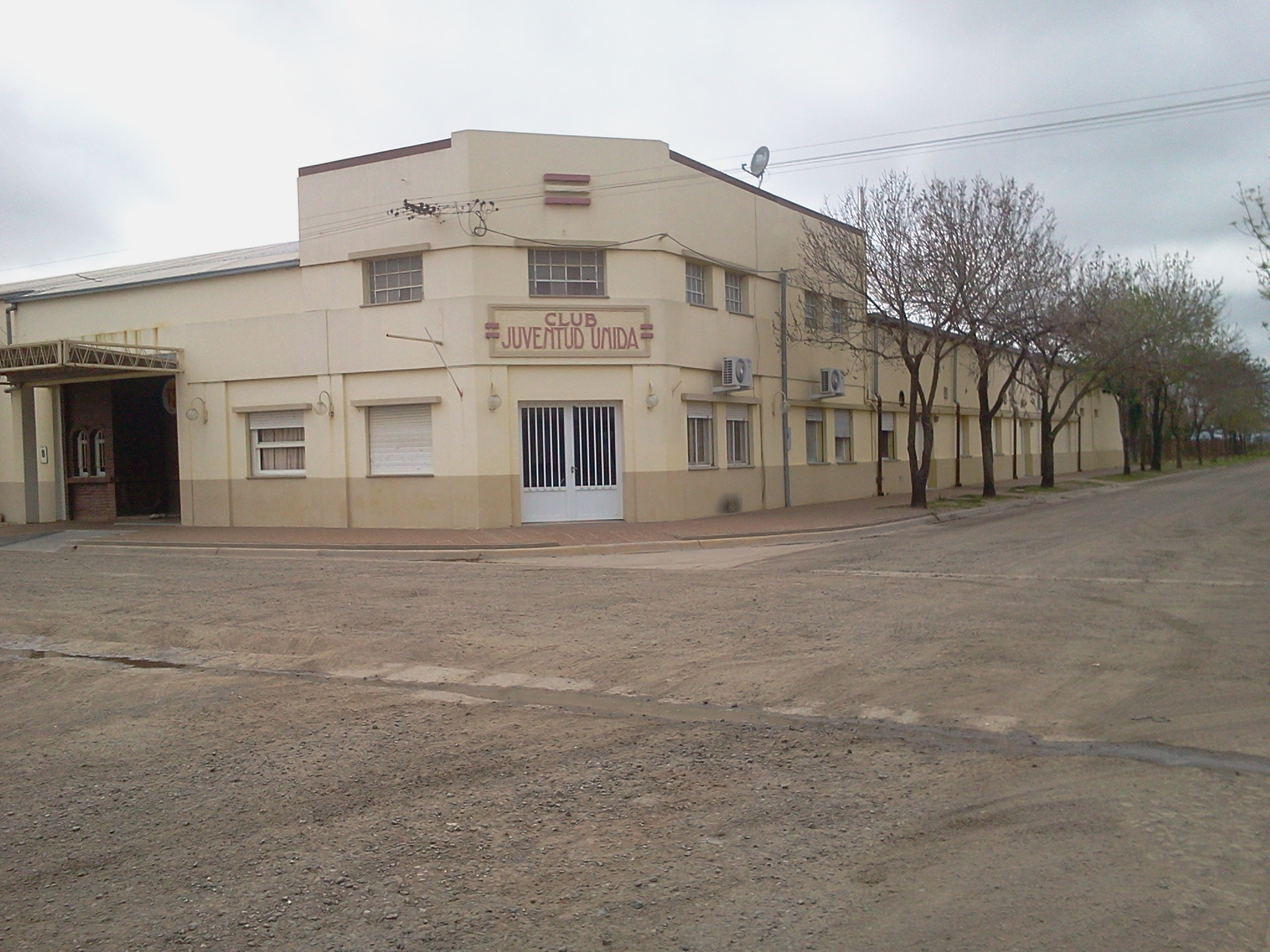
Frente

Su primer presidente fue el Sr. Antonio Centenario, donde hoy se encuentra el Sr. Gabriel Crespin.
Desde ese mismo momento, al labrarse el primer acta, quedó fundado un nuevo Club de Fútbol en nuestra localidad; con el correr de los años se fueron agregando otros deportes: bochas, paddle, fútbol 5, femenino , infantil, vóley , hockey, taekwondo, patín; diversiones: bailes, espectáculos, pícnic , etc.

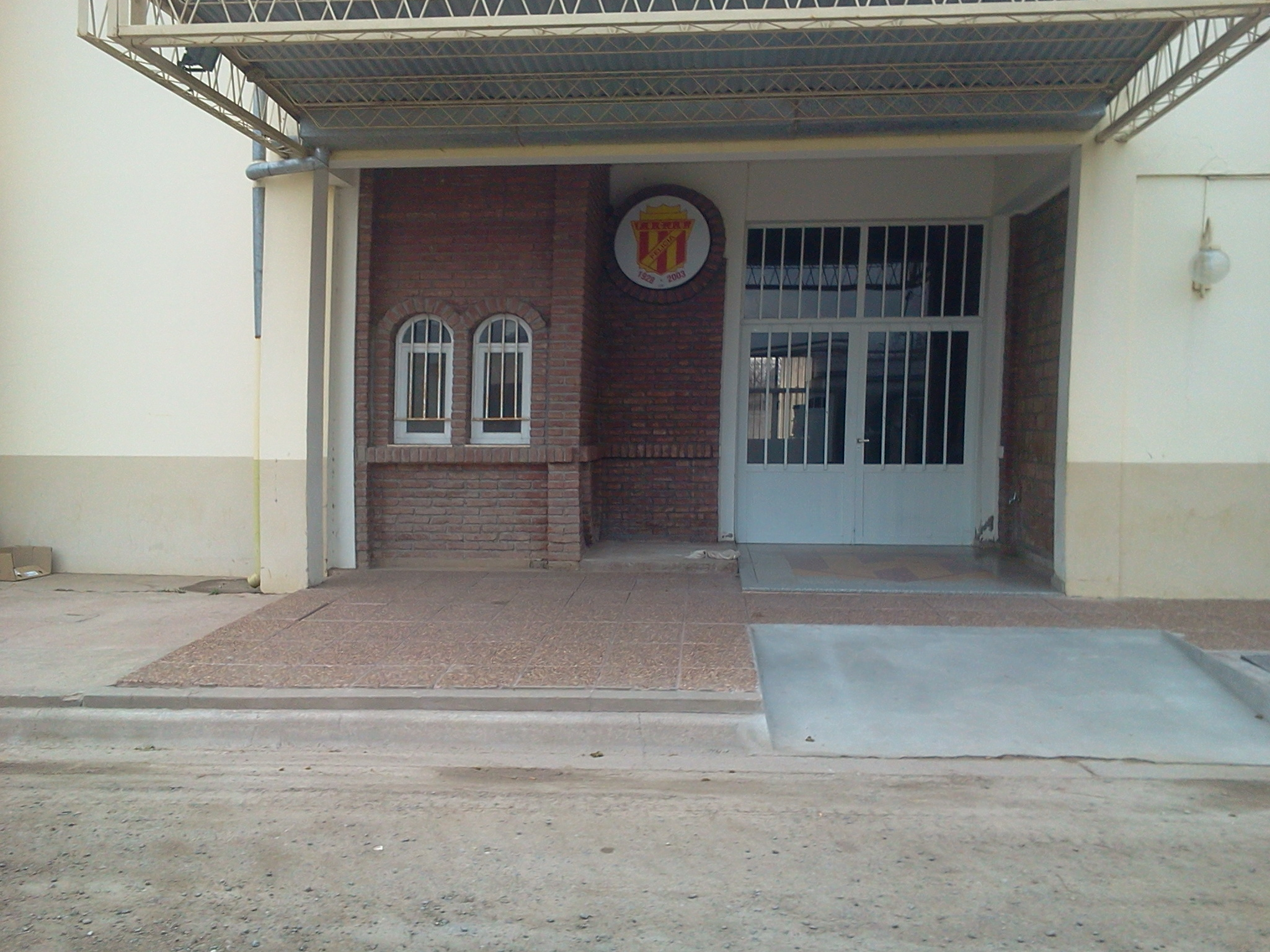
Ingreso principal

## Bomberos Voluntarios
La Asociación de Bomberos Voluntarios de Felicia, es una institución sin fines de lucro.
Sus miembros acuden al llamado de los vecinos y son sus pilares principales los de proteger no solo a la comunidad feliciana, sino también a sus localidades vecinas en forma inmediata y profesional cuando se producen incendios o accidentes tanto producto de las inclemencias naturales, como de la tecnología u otras causas.

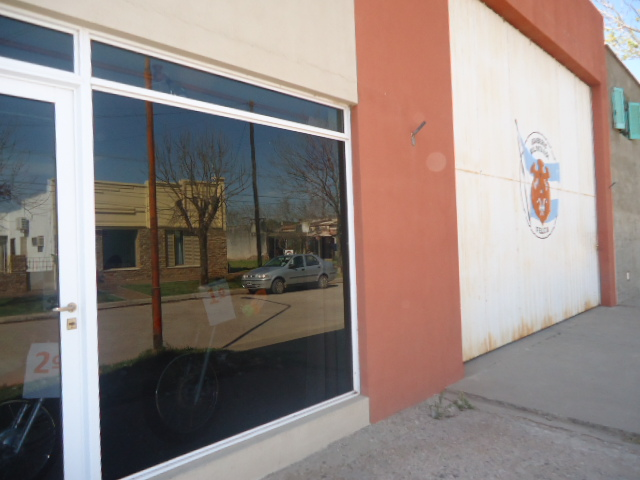
Ubicado en calle Alvear, entre Enrique Senn y 25 de Mayo.

## Foro Ambiental Regional del Centro Oeste Provincial
La Comuna participa en este Foro. Un punto trascendental fue la experiencia de Rafaela con el cuidado ambiental:   tratamiento de efluentes industriales, los cuales no tratados provocaron durante más de 40 años un foco de contaminación constante en los arroyos "Las Prusianas",  "Cañada de Flesia", "Arroyo Cululú".

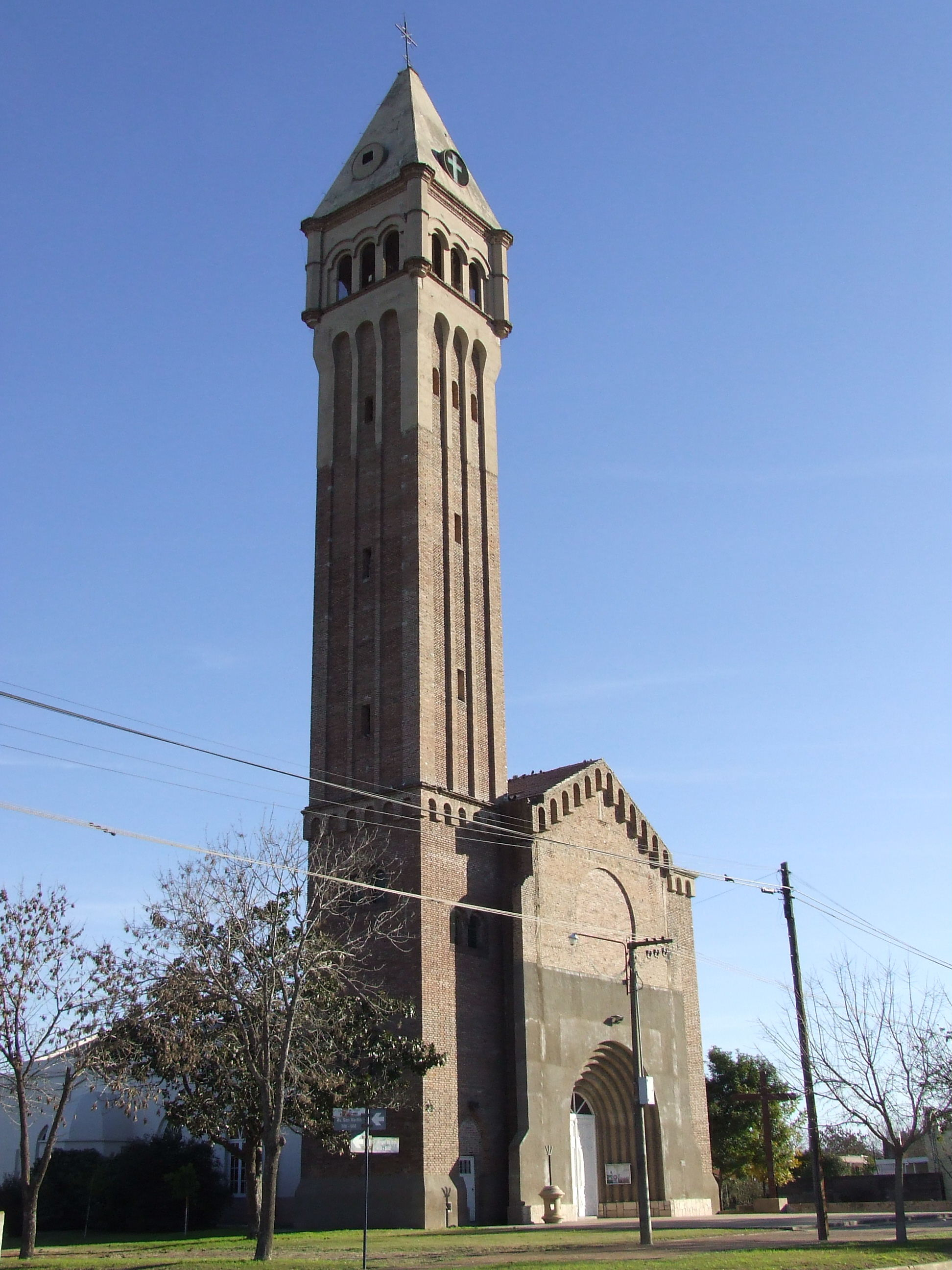
Parroquia de Felicia

## Parroquias de la Iglesia católica en Felicia
| Arquidiócesis | Santa Fe de la Vera Cruz |
| ------------- | ------------------------ |
| Parroquia     | Santa Felicitas          |